# Pravi datljevec
Pravi datljevec (znanstveno ime Phoenix dactylifera) je palma iz rodu Phoenix (datljevec). Zaradi užitnega sadeža je zelo razširjena in zelo stara kulturna rastlina, katere prvotno območje razširjenosti je neznano, verjetno pa izvira iz puščavskih oaz severne Afrike in morda tudi jugozahodne Azije. 
Gre za drevo višine med 15 in 25 metri, pogosto z več debli, ki izraščajo iz enega samega koreninskega sistema. Listi so pahljačasti, dolgi 3 do 5 metrov, s trni na petiolah in okrog 150 lističi; ti so 30 cm dolgi in 2 cm široki. Krošnja ima premer od 6 do 10 metrov. 
Razmnožuje se vegetativno (s potaknjenci) in ne s sajenjem koščic. Prve sadove rodi po 8 do 10 letih. Cveti februarja, sadeže nabirajo novembra in decembra.
Dateljnove palme so bile med prvimi kultiviranimi rastlinami. To je bilo nujno zaradi njene dvodomnosti. Drevo ima ali ženske cvetove ali moški pelod. Če naj veter opravi opraševanje, mora biti v nasadu približno enako moških in ženskih dreves. To je prebivalcem oaz kmalu postalo premalo gospodarno, zato so začeli opravljati opraševanje ročno, tako da je bilo na 50 ženskih dreves potrebno samo še eno moško. 

## Plod
Datljevec ima koščičast plod, ki ga imenujemo datelj. Ta je ovalno-cilindričen, dolg 3–7 cm, premera 2–3 cm in nezrel svetlordeče do svetlorumene barve, kar je odvisno od sorte. Datlji vsebujejo eno samo seme, dolgo 2-2,5 cm in 6–8 mm debelo. Tri glavne kultivarske skupine datljev so mehki (npr. 'Barhee', 'Halawy', 'Khadrawy', 'Medjool'), polsuhi (npr. 'Dayri', 'Deglet Noor', 'Zahidi') in suhi (npr. 'Thoory'). Tip plodu določajo vsebnost glukoze, fruktoze in saharoze. Dateljne uživamo sveže ali stisnjene (puščavski kruh). Iz njih lahko izdelamo dateljnovo vino in dateljnov med.